# 7142 Spinoza
7142 Spinoza è un asteroide della fascia principale. Scoperto nel 1994, presenta un'orbita caratterizzata da un semiasse maggiore pari a 3,1571086 UA e da un'eccentricità di 0,1133363, inclinata di 0,32988° rispetto all'eclittica.
L'asteroide è dedicato al filosofo olandese Baruch Spinoza.